# Museo de la Catedral de Cebú
El Museo de la Catedral de Cebú es un museo catedralicio de la ciudad de Cebú, Filipinas. El museo se enfoca en la arquitectura eclesiástica de la región, sobre todo la isla de Cebú, y reúne piezas relacionadas con la Iglesia Católica, gran parte de ellas datadas de la colonización española de las islas y su posterior administración bajo influencia religiosa y cultural hispánica.
El edificio del museo es un típico Bahay na bato, un tipo de construcción común en la era de la dominación española de Filipinas.

## Ubicación e historia
El museo está ubicado en el centro antiguo de la ciudad, no lejos de la Basílica del Santo Niño. La construcción de la catedral se llevó a cabo a principios del siglo xix de la mano del obispo de Cebú, Santos Gómez Marañón, quien fue además el artífice de varias otras obras eclesiásticas de interés, como la iglesia de Oslob, la iglesia de Cebú, la iglesia de Naga, el palacio episcopal de la catedral de Cebú, la torre campanario de la iglesia arquidiocesana de Argao y el convento de Sibonga.
El edificio de la catedral es uno de pocas estructuras históricas del centro de la ciudad de Cebú que se salvaron de la destrucción masiva del patrimonio cultural durante la Segunda Guerra Mundial. A lo largo del siglo xx sirvió como convento parroquial, luego como escuela de la Universidad de San Carlos, luego como negocio cooperativo y luego, ya durante su renovación (a partir de 2000), como capilla provisional. Una vez concluidos los trabajos de renovación, en noviembre de 2006, el edificio se convirtió en el actual museo catedralicio.

## Colecciones y galerías
La capilla del museo se convirtió en un área de exhibición, donde está instalada la Colección del Carmen, a nombre la cebuana parroquia del Carmen, que consiste en un tabernáculo, gradas y retablos de madera revestidos de plata adornada de grabados. La capilla conmemorativa también se utiliza con frecuencia para exposiciones especiales.
Subiendo una amplia escalera hacia las plantas superiores, el visitante va recorriendo varias galerías, en el siguiente orden:
- 1.ª galería: exhibición de fotografías e ilustraciones que relatan la expansión de la fe católica en la isla.
- 2.ª galería: Los recuerdos del cardenal Ricardo Vidal, quien, habiendo sido destinado por primera vez a Cebú, fue residente de este convento y párroco de la catedral. Entre sus recuerdos se encuentran libros de oraciones, cuadernos, la boleta usada por él para la elección papal, así como el anillo cardenalicio que le había sido otorgado por su predecesor. Otros objetos incluyen las vestimentas que usó durante su ordenación episcopal, es decir – su elevación al cardenalato.
- 3.ª galería: relata la historia y técnica de construcción de iglesias durante la colonia española a través de fotografías y muestras reales de los materiales de construcción utilizados.
- 4.ª galería: «el santoral»: conjunto de imágenes y estatuas de santos, reunidos de varias parroquias de la región, incluida la estatua de San José en su lecho de muerte.
- 5.ª galería: una exhibición de cálices y copones, vestiduras sacerdotales y otros objetos de la liturgia de la misa y los de sacramentos de la Iglesia católica.
- 6.ª galería: el dormitorio de un sacerdote de la catedral.

## Administración
El Museo de la Catedral de Cebú es una institución eclesiástica perteneciente a la Arquidiócesis de Cebú, y por tanto gestionado por la Comisión Arquidiocesana para el Patrimonio Cultural de la Iglesia en Cebú.